# ベン・カーター (ラグビーユニオン)
ベン・カーター （Ben Carter、2001年1月23日）は、ラグビーユニオン選手。ユナイテッド・ラグビー・チャンピオンシップのドラゴンズに所属している。

## 経歴
U18とU19の両方で、ウェールズ代表のキャプテンを務めた。
2020年、U20ウェールズ代表として、U20シックス・ネーションズに出場した。
2020年、プロ14（後のユナイテッド・ラグビー・チャンピオンシップ）のドラゴンズで、プロクラブデビュー。
2021年、ウェールズ代表としてカナダ戦で代表初キャップを獲得し、その試合でマン・オブ・ザ・マッチに選ばれた。